# Hodnověrné místo

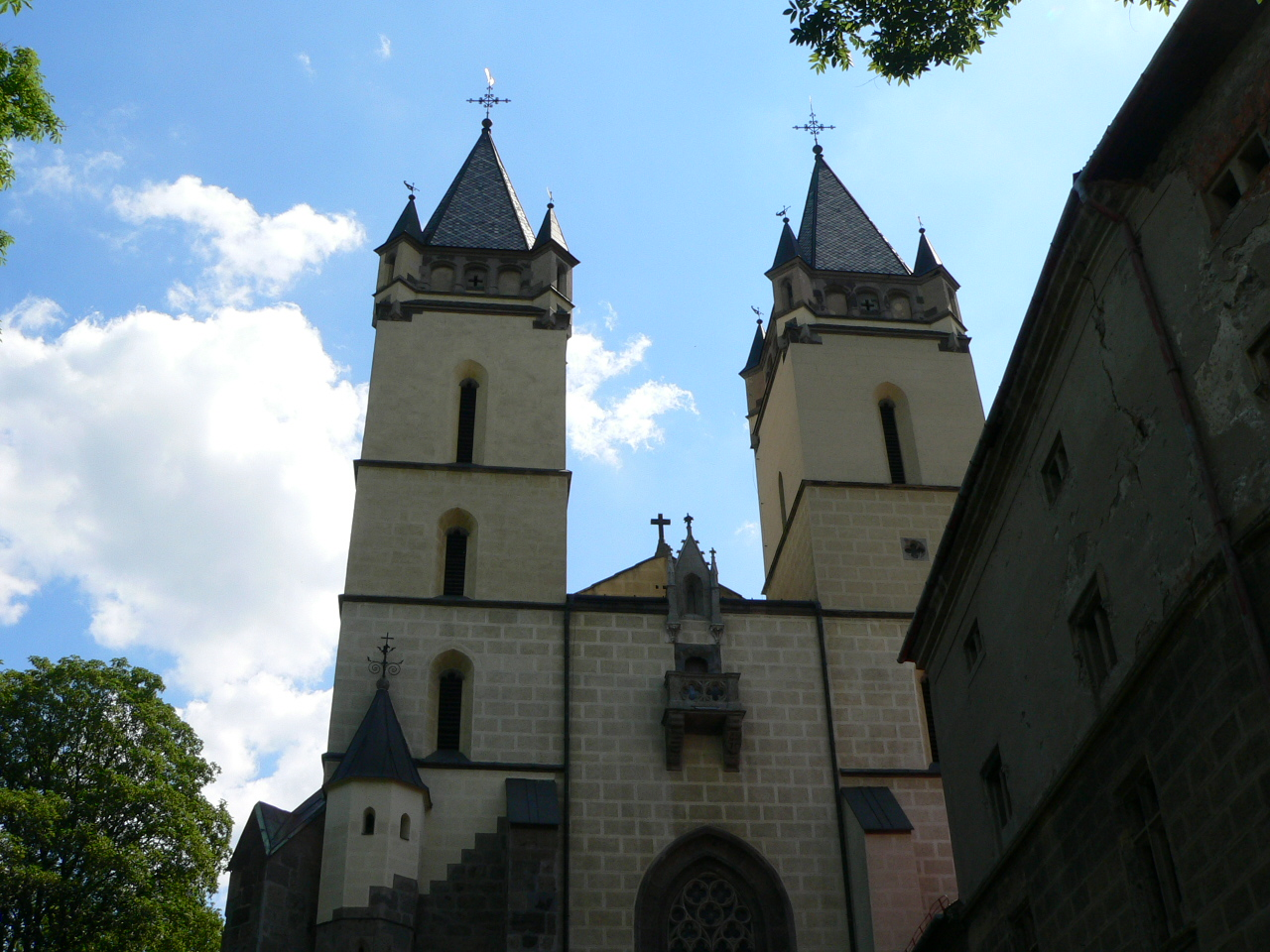
Benediktinský klášter v Hronském Beňadiku byl jedním z hodnověrných míst

Hodnověrné místo (slovensky hodnoverné miesto, latinsky locus credibile) byla ve středověkém Uhersku veřejná právnická instituce zřizovaná při kapitulách nebo klášterech. Hodnověrná místa disponovala vlastní pečetí a z povolení církevní nebo světské vrchnosti vykonávala na požádání zplnomocnění nebo jinou úřední činnost považovanou za právoplatnou v oblasti uherského světského práva. Vyvíjela tak obdobnou činnost, kterou v např. v českých zemích vykonávaly veřejné notariáty.

## Zřízení instituce
Přestože již na počátku 11. století vydala ostřihomská a nitranska kapitula několik listin majících charakter písemností hodnověrných míst, za jejich formální ustanovení je třeba považovat 21. článek doplněné Zlaté buly Ondřeje II. z roku 1231, kterým panovník stanovil instituce vydávající písemná svědectví opatřená spolehlivou pečetí.
Zpočátku byl jejich počet neomezený (nejvíce se rozšiřovaly po tatarském vpádu v roce 1241), což však mělo za následek oslabování důvěry v jejich působení. Proto král Ludvík I. z Anjou listinou z roku 1351 zakázal menším konventům vykonávat takovou činnost, provedl revizi pečetí, a následně určil, že hodnověrnými místy mohou být na území Slovenska pouze tyto instituce: Bratislavská kapitula s působností pro území současného západního Slovenska a severozápadního Maďarska, Nitranská kapitula s působností v části západního Slovenska a na středním Slovensku a Spišská kapitula pro severní a východní Slovensko. Doplňovat je měly kláštery v Hronském Beňadiku (západní, střední a jižní Slovensko), na Zoboru u Nitry (západní Slovensko), v Jasově (východní a jihovýchodní Slovensko a severní Maďarsko), v Leles (východní Slovensko a východní Maďarsko), v Kláštoru pod Znievom (střední a severní Slovensko) a v Šahách (jižní Slovensko). Kromě těchto míst činnost na území Slovenska vyvíjela i hodnověrná místa sídlící na území dnešního Maďarska – ostřihomská, Budínská a stoličnobělehradská kapitula.
V 1. polovině 16. století mnohé konventy v důsledku turecké okupace upadaly a byly nuceny svou činnost přerušit. K jejímu obnovení docházelo v průběhu 18. století. Po zrušení řádu jezuitů v roce 1773 zanikl klášter pod Znievom a věrohodné místo bylo přeloženo do Banskobystrické kapituly, která až do roku 1802 vydávala listiny pod jménem původního hodnověrného místa.

## Činnost hodnověrných míst
K povinnostem hodnověrných míst patřila péče o svěřené písemnosti, vyhotovování a vydávání ověřených opisů dokumentů a základní právní rady. Hodnověrná místa byla také pomocníky při úředním řízení (např. právní zastupování). Organizace kanceláří hodnověrných míst byla velmi jednoduchá. Při kapitulách tvořili jeho personál kanovníci, lektor, kustod a notář (ve větších kancelářích i písař). Za vydání listin odpovídal lektor, kustod opatroval pečetidlo a byl správcem archivu. Při konventech vedli kancelář převor a kustod.
Během úředního řízení museli být přítomni všichni členové kanceláře, přičemž notář nebo písař zaznamenával všechny výpovědi. Pak vyhotovil koncepty listin, které nejprve museli přečíst všichni přítomní a až pak mohla být příslušná listina vyhotovená jako čistopis. Právoplatnou se stala až po opětovném přečtení a podpisu alespoň tří členů kanceláře.
Archivy hodnověrných míst byly zpravidla uloženy v sakristii kapitulních nebo klášterních kostelů. Kromě samotného vydávání listin kanceláře vedly i registra o vydaných písemnostech.

## Zánik a význam hodnověrných míst
Kapituly vykonávali činnost hodnověrných míst až do zániku této instituce zákonem o královských veřejných notářství z roku 1874. Na Slovensku jsou archivy hodnověrných míst uložené v Slovenském národním archivu v Bratislavě, kromě archivu hodnověrného místa nitranské a spišské kapituly, které jsou na původních místech. Archivy zoborského a šahanského konventu se do současnosti nedochovaly. Archivy hodnověrných míst obsahují velmi cenný a bohatý písemný materiál k dějinám Slovenska.
Existence a činnost hodnověrných míst měla, navzdory svému působení při kapitulách a konventech, výsostně světský a občanský obsah práce. Hodnověrná místa byla zvláštností středověkého Uherska a neměla obdobu v žádném jiném evropském státě.